# Abd Allah Ansari di Herat
Abū Ismāʿīl ʿAbd Allāh ibn Abī Manṣūr Muḥammad o Khwāja ʿAbd Allāh Anṣārī Harawī (in persiano خواجه عبدالله انصاری‎) o semplicemente Ansari di Herat (Herat, 1006 – 1088) è stato un mistico persiano, annoverato tra le grandi figure della mistica sufi.

## Biografia

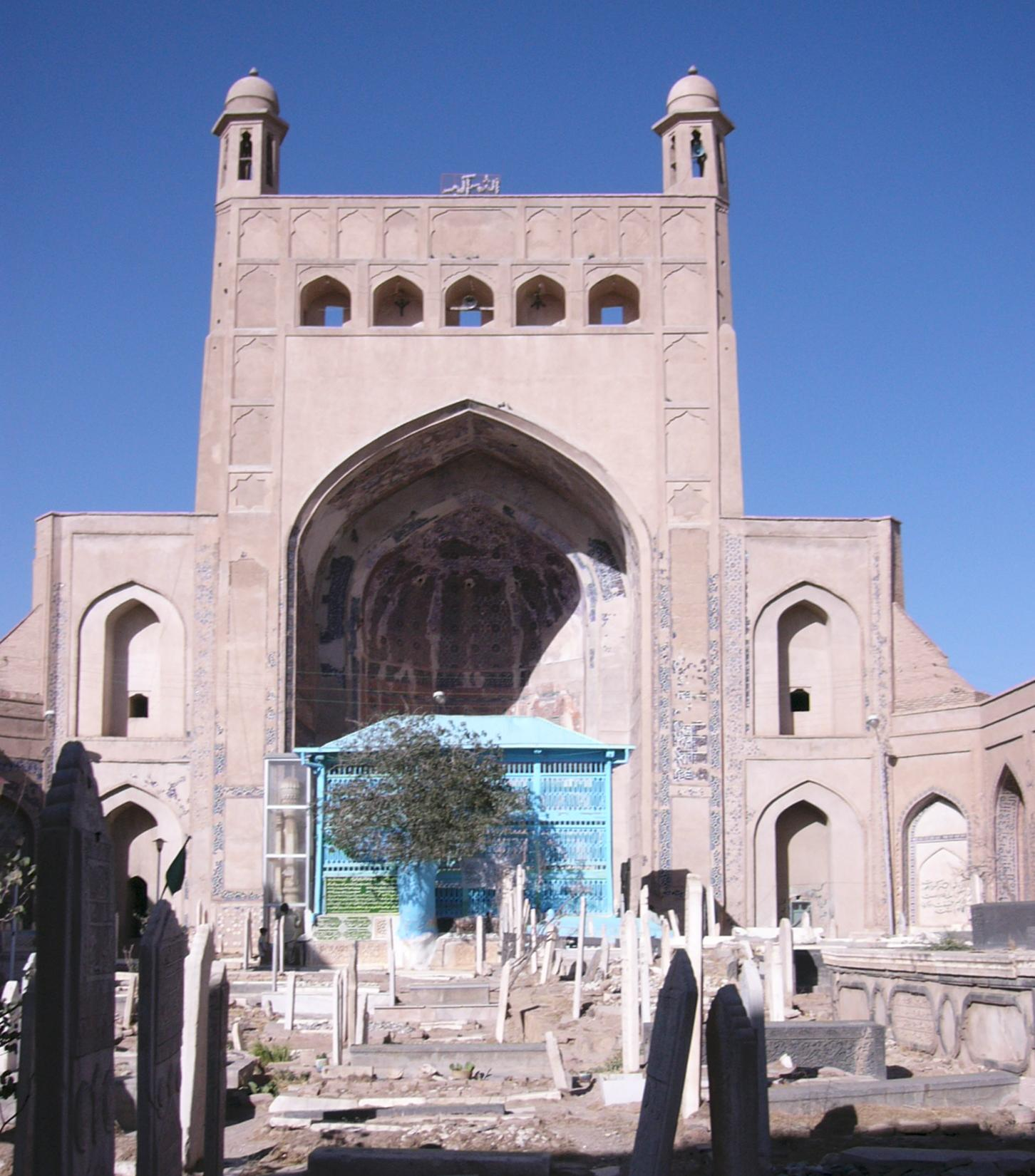
La sua tomba ad Herāt

Adb Allah Ansari nasce a Kuhandizm, la cittadella di Herat, nel 1006, La sua famiglia sarebbe, come testimonia il cognome, discendente dagli "ansar" (gli ausiliari). Ovvero quei cittadini Medinesi che nel 622 accolgono Maometto in fuga dalla città di Mecca, che poi, spostandosi a est, avrebbero dato vita al ramo iranico della famiglia.
Viene subito introdotto alla mistica da maestri Sciafi'i dai quali si distaccherà poco dopo per abbracciare l'Hanbalismo, corrente tradizionalista, antirazionalista e contraria a ogni contributo derrivante dalla Filosofia greca.
Si distingue subito per le sue capacità di imparare e memorizzare, tanto che presto viene chiamato a formarsi in maniera specifica a Nishapur, il centro economico e culturale del Khorasam. Qui inizia a formarsi la sua visione filosofica e religiosa: Ansari pensa infatti che si debba unire la Shari'a alla via mistica per combattere quelle che a suo giudizio erano delle vere e delle proprie eresie. Non solo, come si potrebbe pensare, lo Sciismo, ma anche correnti come il Mutazilismo, Ash'arismo o scuole anche solo vagamente ellenizzanti. A suo dire l'intelletto non potrà mai conoscere Dio e l'unico modo di seguire la via divina è rifarsi in maniera rigorosa a ciò che è stato rilevato: il Corano e gli Ḥadīth, iquali "hanno già detto tutto".
Nel 1031 compie il tradizionale pellegrinaggio a La Mecca, nel mentre ha modo di fermarsi a Baghdad e assistere alle lezioni del teologo al Khallal, di derivazioni asharita. Ritornando conosce lo sceicco Abū l-Ḥasan Kharaqānī, di cui diventa un fedele discepolo. Qui si radicalizza contro le presunte eresie sopracitate e, una volta a Nishapur, fonda la sua celebre zāwiya, entrando in polemica con le numerose scuole di derivazione asharita. Oltre alla polemica religiosa, così facendo dà inizio a una scuola e a una ricca tradizione mistica che interessa l'Iran Orientale e l'Asia Centrale sino ai nostri giorni. 
(Ansari di Herat, il Verbo degli Uccelli)
Di questo periodo è il suo celebre: Le cento pianure dello spirito.
Intanto, nel 1055 si insedia a Baghdad il califfato selgiuchide il quale si fa carico dell'importante fardello di eliminare tutte le presunte Eresie. Il che entusiasma Ansari. Anche se per il suo fanatismo viene messo in secondo piano dal Visir Nizam al-Mulk, il quale non prova antipatie per le scuole giuridiche di marca ellenistica, nelle quali, anzi, cerca un alleato contro il più pericoloso Sciismo.
Ansari diviene un personaggio scomodo per la nuova dinastia, la quale aveva paura che il mistico potesse minare lo schieramento alleato con inutili polemiche. Riceve persino minacce di morte e vessazioni fisiche per la sua eccessiva polemica.
Divenuto cieco in tarda età, Ansari non smise mai di insegnare, finché, nel 1098, muore. Sepolto a Herāt, il suo mausoleo è tutt'ora meta di un incessante pellegrinaggio e le sue opere vengono correntemente lette e meditate nell'ambiente delle confraternite sufi.

## Opere in versi e in prosa
Prolifico autore di opere poetiche (quartine) e trattati sulla mistica sufi redatti sia in arabo sia in persiano, appartiene ai classici della letteratura del sufismo.
Tra le sue opere più note, vergate in persiano, è da ricordare, oltre alle menzionate Quartine poetiche, il Munājāt-namā (lett.: "Libro delle confidenze" o "dei intimi colloqui"), un libro di preghiere e devozioni molto diffuso tra i sufi, il Sad Maydan (lett: "le cento pianure dello spirito") e numerosi sermoni di vario contenuto. In arabo sono invece redatte le Manāzil al-Sāʾirīn (Le stazioni dei viandanti), testo che descrive il cammino spirituale del mistico sufi, e le Tabaqāt al-Sūfiyya (Genealogie dei sufi), opera agiografica.

## Opere di riferimento sulla letteratura persiana
- E.G. Browne, A Literary History of Persia, 4 voll., Cambridge 1951-53 (più volte ristampato)
- Jan Rypka, A History of Iranian Literature, Reidel Publishing Company, London 1968
- A. J. Arberry, Classical Persian Literature, London 1958
- A.Pagliaro-A.Bausani, La letteratura persiana, Sansoni-Accademia, Firenze-Milano 1968
- A.M. Piemontese, Storia della letteratura persiana, 2 voll.,< Fratelli Fabbri, Milano 1970
- C.Saccone, Storia tematica della letteratura persiana classica vol. I: Viaggi e visioni di re sufi profeti, Luni, Milano-Trento 1999; vol. II: Il maestro sufi e la bella cristiana. Poetica della perversione nella Persia medievale, Carocci, Roma 2005;  vol. III: Il re dei belli, il re del mondo. Teologia del potere e della bellezza nella poesia persiana medievale, Aracne, Roma 2014

## Discendenti
I suoi diretti discendenti si spostarono in Hindustan e svolsero un ruolo chiave nello sviluppo locale del pensiero islamico, nell'istruzione e nella diffusione della fede islamica. Il più importante e significativo dei suoi discendenti fu Qutb al-ʿĀlam Shaykh Khwāja ʿAlāʾ al-Dīn Anṣārī di Herat, seguito da Makhdūm Niẓām al-Dīn Anṣārī di Sehali (Barabanki, Oudh), e da Qutb Shahīd Mulla Qutb al-Dīn Anṣārī Shahīd, di Sehali (Barabanki, Oudh).
I discendenti del Mulla Qutb al-Dīn Anṣārī Shahīd fondarono la famosa scuola chiamata Firangi Mahal che si occupava dello studio del pensiero religioso islamico e del suo insegnamento.

## Traduzioni in italiano
- Ansari di Herat, Le cento pianure dello spirito (Sad Meydan), a cura di C. Saccone, EMP, Padova 2012